# Karksi
Karksi (tyska: Karkus) är en by (estniska: küla) i Mulgi kommun i landskapet Viljandimaa i södra Estland. Byn ligger vid Riksväg 49, direkt nordöst om staden Karksi-Nuia, väster om ån Kõpu jõgi.
I kyrkligt hänseende hör byn till Karksi församling inom den Estniska evangelisk-lutherska kyrkan.
Före kommunreformen 2017 hörde byn till dåvarande Karksi kommun.